# エヴァン・モック
エヴァン・モック（Evan Mock、1997年4月8日）はアメリカ合衆国のスケートボーダー、モデル、フォトグラファー、アーティスト、俳優。2021年放送『ゴシップガール』シリーズで主演している。

## 来歴
エヴァン・モックはハワイのオアフ島のワイメア湾で誕生した 。母親はフィリピン人であり、父親はアメリカ人であり 、後者はサーフボードのフィンメーカーとして働いている 。モックはホームスクーリングだった 。成長して、彼はプロのサーファーまたはスケーターになることを熱望した。 モックは18歳でカリフォルニアに移り、プロのスケートボードをした。 歌手のフランク・オーシャンが彼のスケートのビデオを投稿した後、注目されるようになった。  
ルイ・ヴィトンと1017 Alyx 9SMのブランドのファッションショーでランウェイをしたモックは、2019年にSorry inAdvanceという洋服を発売した。 そしてカルバン・クラインのキャンペーン、雑誌OfficeやWonderlandの表紙などをモデルとして飾っている。
ラッパーのトラヴィス・スコットのAstro Worldツアーに2週間、フォトグラファーとして同行していたり、サン・ローランのキャンペーンを撮影していたりと、とにかく多才。ミュージシャンであるジャスティン・ビーバーが手がけるアパレルラインDrew Houseとのコラボもしている。
その後、小売業者のアルドグループとファッションデザイナーのパコラバンヌのフレグランスの広告に出演し、 翌年、ファッションデザイナーのジュゼッペザノッティによるファッションコレクションのモデルキャンペーンにモックが出演した。  2021年6月、彼は衣料品会社RVCAとのブランドを立ち上げた。 2020年3月では、HBOマックスシリーズゴシップガール のリブートオリジナルシリーズが発表され、2021年7月8日に初演され、アケノ・アキ・メンジーズとして初めての演技をした。 
エグゼクティブプロデューサーのジョシュア・サフランが彼のためにその役を作ったという噂もある。

## 私生活
モックはオアフ島とニューヨーク市の行き来で過ごしており、 『ゴシップガール』でセクシュアリティを探求しているキャラクターを演じているにもかかわらず、モックは異性愛者である。  ピンクの髪は彼のシグネチャールックと見られている。  

## 主な出演作品
| 年          | 題名             | 役割                     | ノート | Ref.   |
| ----------- | ---------------- | ------------------------ | ------ | ------ |
| 2021年–現在 | ゴシップ・ガール | アケノ・アキ・メンジーズ | メイン | [ 12 ] |